# Cmentarz jeniecki w Pile-Leszkowie
Cmentarz jeniecki w Pile-Leszkowie – miejsce pochówku ponad 2600 jeńców wojennych z armii państw ententy z okresu I wojny światowej, zmarłych w niemieckim obozie jenieckim w Pile. Znajduje się na Leszkowie – południowo-wschodnim przedmieściu Piły, przy ul. Na Leszkowie.

## Historia

### Powstanie cmentarza
Po klęsce Rosjan pod Tannenbergiem i załamaniem rosyjskiej ofensywy w Prusach Wschodnich niemieckie władze wojskowe pod koniec sierpnia 1914 utworzyły w Pile wielki obóz dla jeńców wojennych z armii rosyjskiej. Później kierowano do niego także jeńców z armii innych państw ententy: brytyjskiej, francuskiej i belgijskiej. W obozie równocześnie mogło przebywać ok. 45 000 jeńców. Znajdował się on na wschodnich przedmieściach miasta, na dawnym placu ćwiczeń piechoty. Teren ten, obecnie położony na końcu ulicy Bydgoskiej, do niedawna był użytkowany jako poligon przez Wyższą Oficerską Szkołę Samochodową. Ze względu na ciężkie warunki bytowe jeńcy masowo umierali, szerzyły się także choroby zakaźne, m.in. cholera, dur brzuszny czy dyzenteria. W 1915 w pobliżu obozu władze wojskowe utworzyły duży cmentarz dla zmarłych jeńców. Umiejscowiono go kilka kilometrów na południe od obozu, w rejonie osady Plöttke (obecny Leszków), obok niewielkiego cmentarza ewangelickiego. Cały teren został uporządkowany, ogrodzony i odpowiednio zharmonizowany z leśnym otoczeniem. Do likwidacji obozu w listopadzie 1918 pochowano na nim ponad 2600 osób. Na cmentarzu spoczęli przedstawiciele wielu narodów (m.in. Brytyjczycy, Francuzi, Belgowie, Rosjanie, Polacy, Litwini, Łotysze, Żydzi, Tatarzy) oraz wyznań (anglikanie, rzymscy katolicy, muzułmanie, żydzi, prawosławni, grekokatolicy, protestanci). Najwięcej wśród nich było żołnierzy armii rosyjskiej, stąd przed II wojną światową nekropolia była znana jako Russen Friedhof.

### Okres międzywojenny i II wojna światowa
W okresie międzywojennym na mocy postanowień art. 225 i 226 VI części traktatu wersalskiego z 28 czerwca 1919, który zobowiązywał władze niemieckie do opieki nad grobami jeńców, nekropolia pozostawała pod nadzorem odpowiednich służb państwowych. W tym czasie część ciał żołnierzy francuskich i brytyjskich ekshumowano i przeniesiono do ich ojczyzn. Z tych krajów napływały także pewne sumy pieniężne przeznaczone na pielęgnację grobów, jednakże wskutek całkowitego braku zainteresowania władz ZSRR grobami jeńców rosyjskich miasto Piła corocznie na utrzymanie trzech pilskich cmentarzy jenieckich musiało przeznaczać 4000 marek niemieckich. Po 1934 naziści zdewastowali kwaterę żydowską. Pochodzących stamtąd macew używano m.in. do umocnienia brzegów Gwdy w rejonie Leszkowa. Walki o miasto w styczniu i lutym 1945 cmentarz przetrwał w dobrym stanie.

### Po wojnie
W latach 1949–1953 w pobliżu założono cmentarz żołnierzy radzieckich i polskich poległych w trakcie walk o Piłę. Sam cmentarz jeniecki stopniowo ulegał dewastacji, przyspieszonej przez rozbiórkę ogrodzenia i bramy wejściowej. Rozebrana została kaplica i część pomników, zniszczono lub rozkradziono także wiele nagrobków. W 1983 cmentarz został wpisany do rejestru zabytków i w następnych latach częściowo odrestaurowany; m.in. ustawiono dwa nowe pomniki i odnowiono istniejące, utwardzono alejki, zrekonstruowano niektóre nagrobki. W późniejszym okresie jednak także miały miejsce akty dewastacji: niszczenie macew oraz kradzież metalowych elementów ogrodzeń pomników na początku XXI wieku.

## Lokalizacja
Cmentarz jest położony na południowy wschód od Piły, ok. 2,5 km od centrum miasta oraz 0,4 km od przystanku kolejowego Piła Leszków, przy asfaltowej drodze łączącej szosy do Kaczor i Ujścia (ul. Na Leszkowie). Rozpoczyna się tu duży kompleks leśny ciągnący się w stronę Kaczor i Kaliny. W pobliżu, po obu stronach cmentarza przebiegają linie kolejowe Piła-Bydgoszcz i Piła-Poznań. Po przeciwnej stronie drogi znajdują się cmentarze: wojenny żołnierzy radzieckich i polskich z okresu II wojny światowej oraz ewangelicki.

## Rozplanowanie
Nekropolia zajmuje obszar prostokąta o powierzchni 2,07 ha. Położona jest na równym, płaskim terenie, u podnóża wysokiej krawędzi doliny Gwdy. Porasta ją las sosnowy z domieszką dębu i brzozy. Aleje cmentarne są obsadzone starymi świerkami i dębami. Cmentarz niegdyś miał ogrodzenie (początkowo drewniane, później siatkowe, po wojnie żelbetowe z prefabrykatów), rozebrane w okresie PRL. W ogrodzeniu znajdowały się dwie ozdobne bramy: główna zwieńczona trzema krzyżami (prawosławnym pośrodku i łacińskimi po bokach), oraz boczna prowadząca do kwatery żydowskiej. Obecnie granice nekropolii wyznacza jedynie żywopłot ze śnieguliczki.
Układ nekropolii jest regularny, z zaczynającą się przy wejściu aleją główną oraz równoległymi i prostopadłymi alejami bocznymi. Mogiły są rozmieszczone w prostych rzędach. Cmentarz podzielony jest na dwanaście kwater według przynależności narodowej i wyznaniowej (np. w kwaterze trzeciej spoczywają żołnierze brytyjscy, a w siódmej – żołnierze rosyjscy wyznania muzułmańskiego).

## Kaplica
W rosyjskiej części cmentarza znajdowała się niegdyś greckokatolicka kaplica pw. Zmartwychwstania Pańskiego. Wzniesiono ją z datków jeńców rosyjskich tego wyznania dla upamiętnienia ich zmarłych kolegów. Kamień węgielny położono 21 maja 1915, a kaplicę poświęcono 29 grudnia tego samego roku. Była to niewielka budowla na planie kwadratu, ozdobiona cebulastymi wieżyczkami zwieńczonymi prawosławnymi krzyżami. Wewnątrz w skromnym ołtarzu znajdował się obraz przedstawiający zmartwychwstanie, będący dziełem jednego z jeńców. Kaplica została rozebrana prawdopodobnie w pierwszych latach po II wojnie światowej, nie wymienia jej już inwentaryzacja z 1957. Być może jej pozostałością jest fundament w północno-wschodniej części cmentarza.

## Pomniki
Ze względu na wielowyznaniowy i wielonarodowościowy charakter cmentarza początkowo nie było na nim centralnego monumentu, wzniesiono natomiast kilka pomników upamiętniających żołnierzy różnych armii, wyznań czy też narodowości. Ich fundatorami byli zwykle sami jeńcy lub ich rodacy. Do dziś przetrwały jedynie trzy takie pomniki.

### Pomnik żołnierzy rosyjskich narodowości polskiej, litewskiej i łotewskiej
Znajduje się w rzymskokatolickiej części cmentarza. Powstał z inicjatywy obozowego kapelana polskich żołnierzy – ks. Józefa Bakalarczyka. Zbiórką pieniędzy zajął się dr Jan Karchowski z Poznania, który sam wyłożył dużą sumę na ten cel. Został wykonany w poznańskiej firmie S. Michalskiego, a poświęcony przez ks. Bakalarczyka latem 1916. Jest on najstarszym polskojęzycznym monumentem na terenie Piły. Ma formę krzyża z białego marmuru umieszczonego na wysokim postumencie. Dwie duże odstające na krzyżu śruby są pozostałością po figurze Chrystusa. Na przedniej ścianie cokołu znajduje się tablica z cytatem z Apokalipsy św. Jana:
I otrze Bóg wszelką łzę z oczu ich a śmierci dalej nie będzie, ani smutku, ani krzyku, ani boleści. Objaw. św. Jana 21,4. zmarłym w niewoli jeńcom Polakom, Litwinom i Łotyszom poświęcają Rodacy. 1916.
Na bocznych ścianach ten sam tekst jest powtórzony po litewsku i łotewsku, natomiast na tylnej ścianie umieszczono napis:
Boże! Wznosimy prośby ducha / O zmartwychwstania byt – / Niech minie ciemność głucha / Zbawienia błyśnie świt!… Rodacy. 1916.
Pomnik znajduje się na platformie, na którą prowadzą schody z piaskowca. Była ona otoczona ogrodzeniem z dwunastu słupków połączonych łańcuchami wychodzącymi z lwich paszczy. W pobliżu ustawiono dwie półokrągłe ławki.

### Pomnik jeńców pochodzenia niemieckiego
Znajduje się w północno-zachodnim narożniku cmentarza, upamiętnia zmarłych w Pile żołnierzy rosyjskich pochodzenia niemieckiego, wyznania luterańskiego. Ma formę piramidy z polnych kamieni. Umieszczony na szczycie największy blok kamienia jest zwieńczony ażurowym żeliwnym krzyżem. Na tym samym bloku wyryto krzyż oraz cytat z Listu do Hebrajczyków w języku niemieckim:
Es ist noch eine Ruhe vorhanden dem Volke Gottes.
(w tłumaczeniu: Jest jeszcze odpoczynek dla ludu Bożego.)

### Pomnik żołnierzy brytyjskich
Jest to obelisk z czarnego bazaltu ustawiony na cokole z czarnych kamieni polnych. Ufundowano go ze składek jeńców brytyjskich i odsłonięto 1 lipca 1916. W zwieńczeniu przedniej ściany pomnika wyryto krzyż opleciony przez gałązkę palmową. Niżej umieszczono napis:
Erected in memory of British soldiers who died in captivity. They did their duty. R. I. P.
(w tłumaczeniu: Wzniesiono ku pamięci żołnierzy brytyjskich, którzy zmarli w niewoli. Oni spełnili swój obowiązek.)
Poniżej znajdują się panoplia oraz korona królewska. Dolną część przedniej i bocznych ścian pomnika zajmują nazwiska i jednostki zmarłych żołnierzy. Na tylnej ścianie obelisku umieszczono cytat z Księgi Hioba:
The Lord gave and the Lord hath taken away.
(w tłumaczeniu: Bóg dał i Bóg wziął.)

### Inne pomniki
Do pomników można też zaliczyć duży krzyż prawosławny stojący na zakończeniu głównej alei.
Pozostałe trzy pomniki nie przetrwały do dziś. Upamiętniały one:
- żołnierzy wyznania żydowskiego – z 1915, masywna prostokątna kolumna zwieńczona gwiazdą Dawida na kuli, na tablicach napisy w językach: hebrajskim, niemieckim i rosyjskim; zniszczony przez hitlerowców,
- żołnierzy wyznania mahometańskiego – z 1916, stela z piaskowca z cytatem z Koranu i napisem w języku arabskim, zwieńczona półksiężycem na kuli; zniszczony w okresie PRL,
- żołnierzy armii francuskiej i belgijskiej – z 1915, stela z napisem w języku francuskim zwieńczona żeliwnym ażurowym krzyżem; zniszczony w okresie PRL.

### Powojenne pomniki
W 1984 pośrodku cmentarza ustawiono pomnik z dużych ciosów wapienia pińczowskiego, upamiętniający wszystkich pochowanych tu jeńców. Z tego samego roku i materiału pochodzi ustawiona przy głównym wejściu kompozycja nieregularnych bloków z wyrytymi na nich datami 1914–1918.

## Nagrobki
W początkowym okresie istnienia cmentarza na grobach jeńców umieszczano drewniane krzyże z emaliowanymi tabliczkami. Obecnie większość nagrobków ma formę prostych krzyży łacińskich wykonanych z betonu, produkowanych masowo w zaledwie kilku wersjach. Na wszystkich umieszczono numer porządkowy (niegdyś ostatni grób nosił nr 2967). Na części krzyży umieszczono ponadto imię i nazwisko zmarłego pisane alfabetem łacińskim lub cyrylicą oraz datę śmierci; jednakże jest też wiele krzyży bezimiennych, mających tylko numer porządkowy. Bardziej okazałe jest jedynie kilkanaście zachowanych grobów oficerskich, głównie rosyjskich, przypominających nagrobki cywilne. Odmienną formę mają również nagrobki muzułmańskie i żydowskie. Te pierwsze (19 zachowanych) to stele z szarego piaskowca zamknięte u góry łukiem. W górnej części każdej steli umieszczono półksiężyc i gwiazdę (symbol islamu), poniżej początek cytatu z Koranu oraz pisane cyrylicą nazwisko i rok śmierci jeńca. Macewy (trzy zachowane, w tym jedna innego typu) są stylizowane na tablice z Dekalogiem, mają napisy w języku hebrajskim i są zwieńczone gwiazdą Dawida. Do dziś nie przetrwał natomiast żaden z nagrobków żołnierzy francuskich i belgijskich, wykonanych z czarnego marmuru.

## Galeria

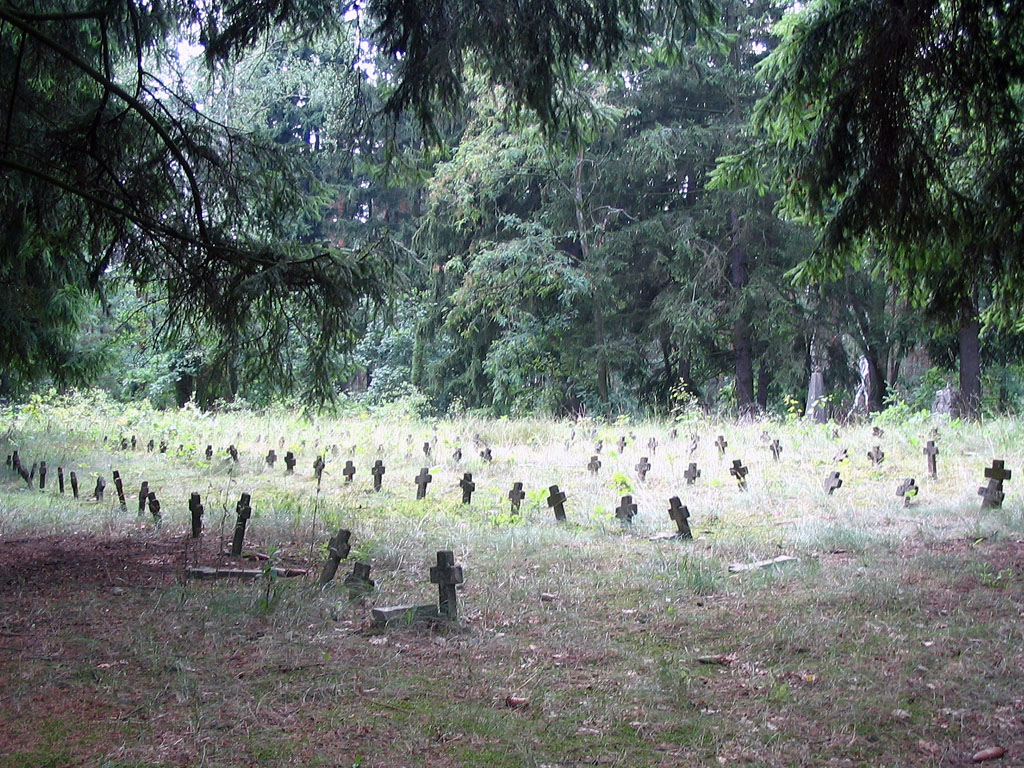
Kwatera brytyjska
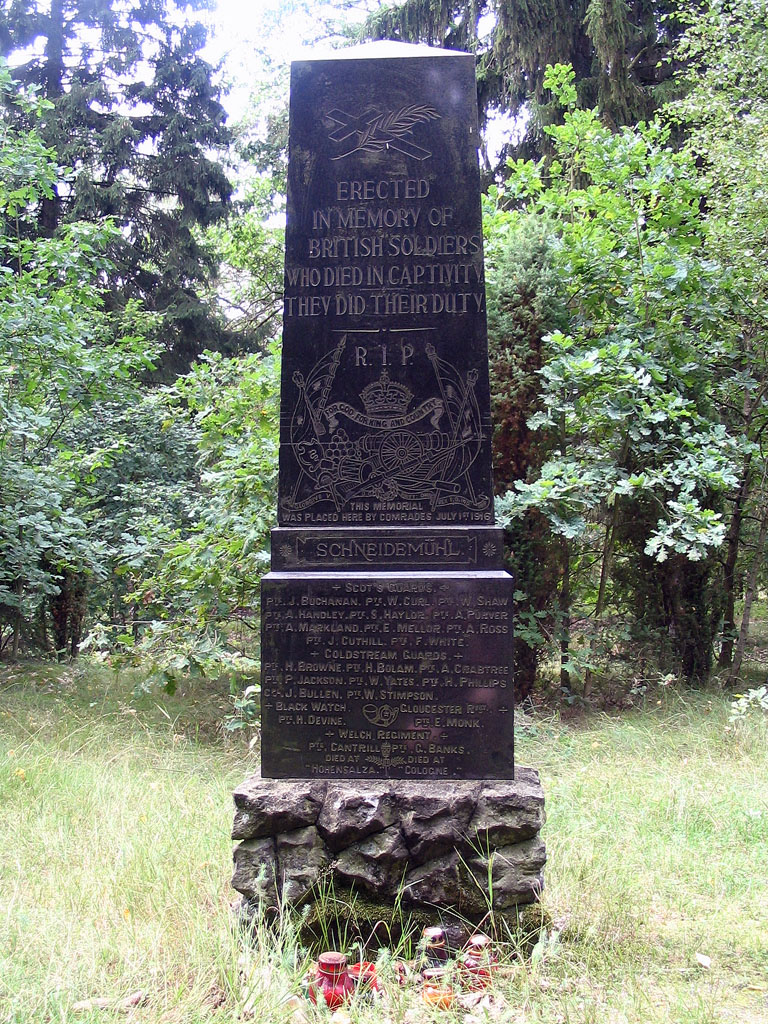
Pomnik żołnierzy brytyjskich
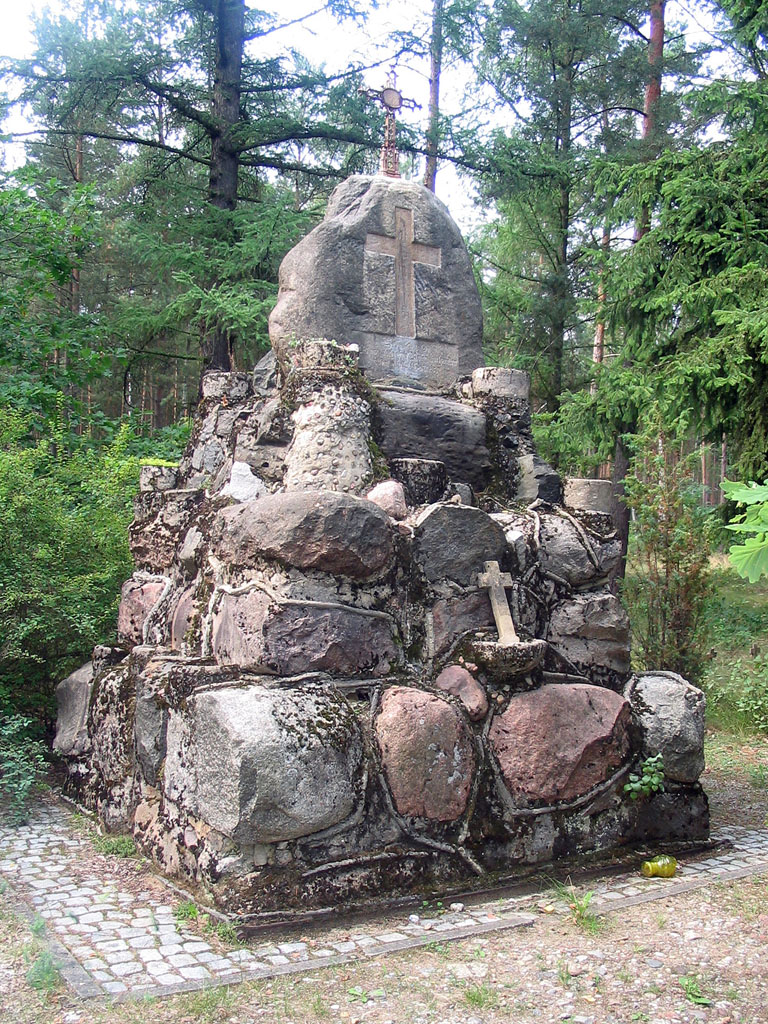
Pomnik jeńców pochodzenia niemieckiego
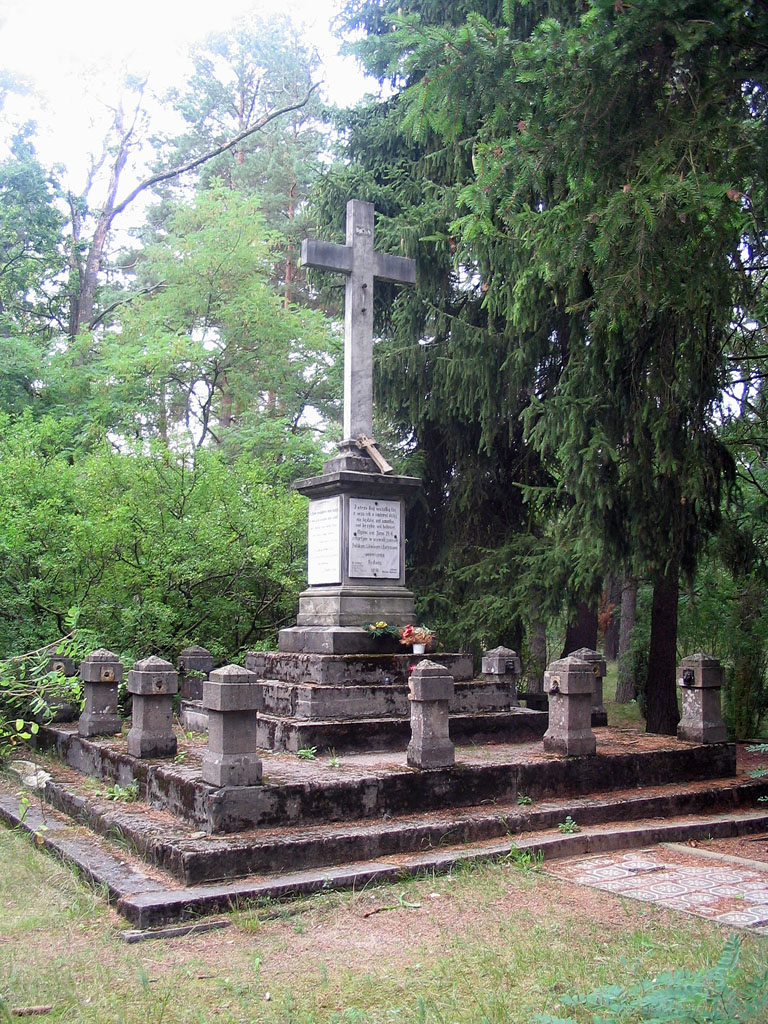
Pomnik żołnierzy narodowości polskiej, litewskiej i łotewskiej
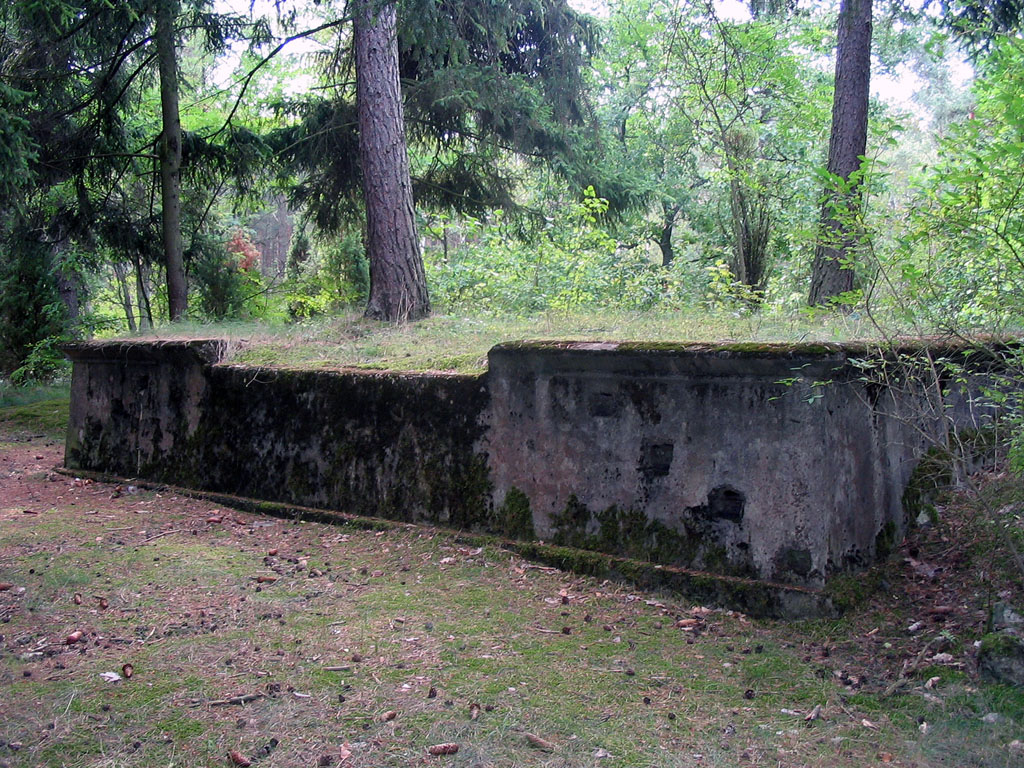
Rzekome pozostałości kaplicy
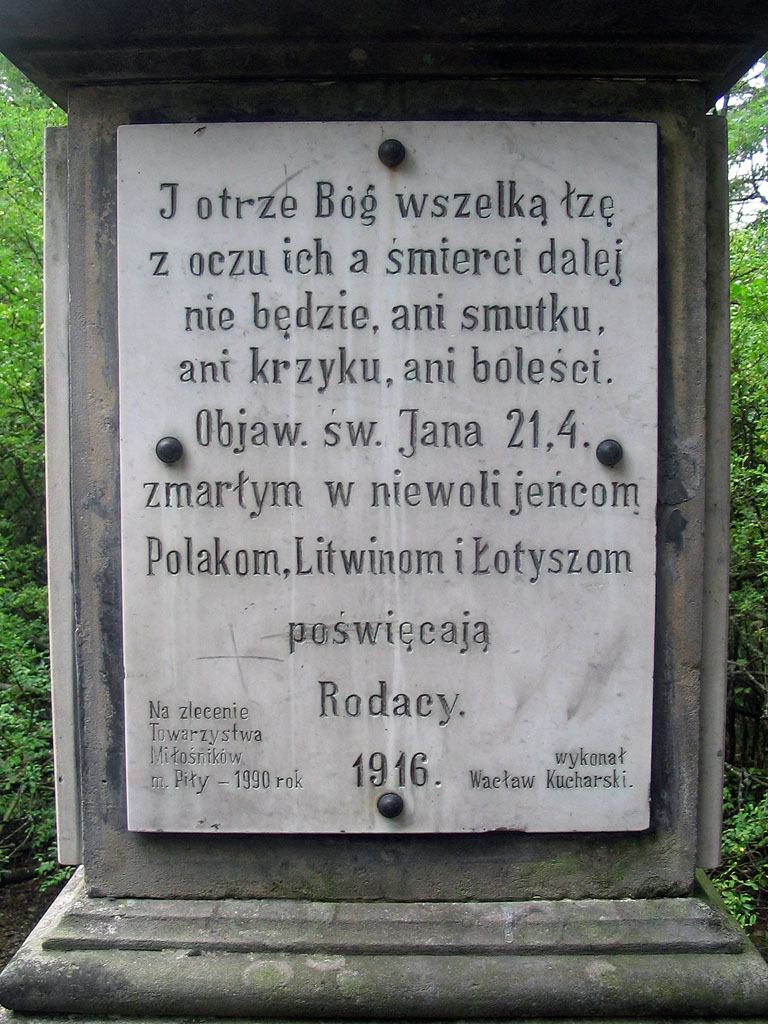
Tablica na jednym z pomników
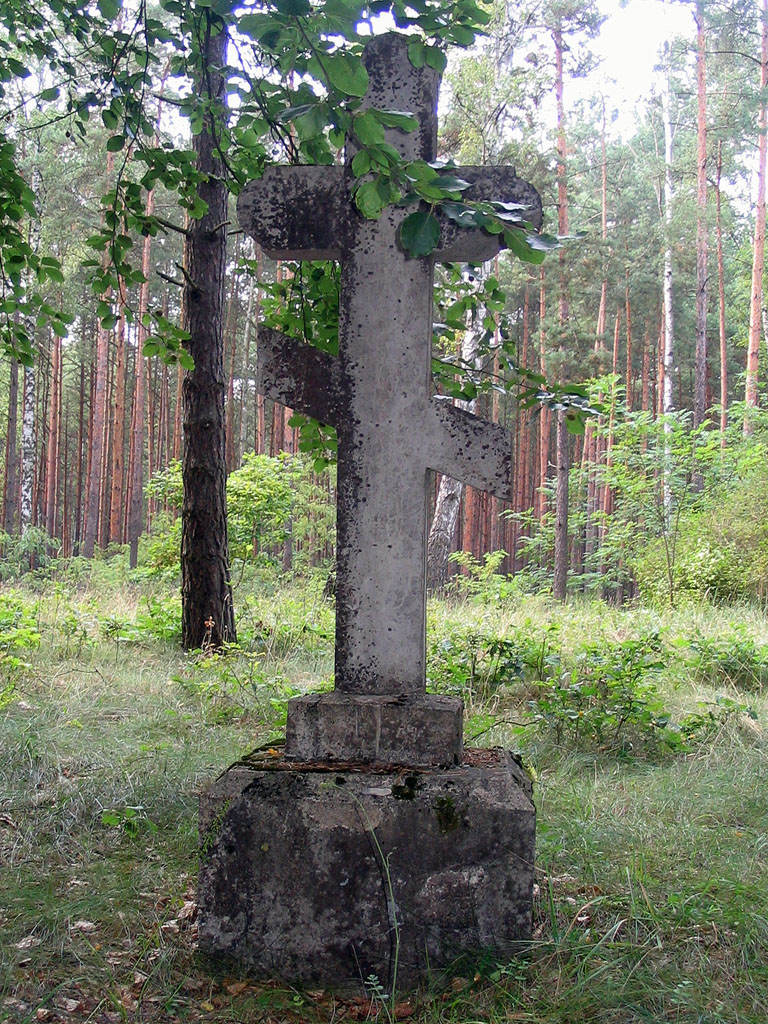
Krzyż prawosławny
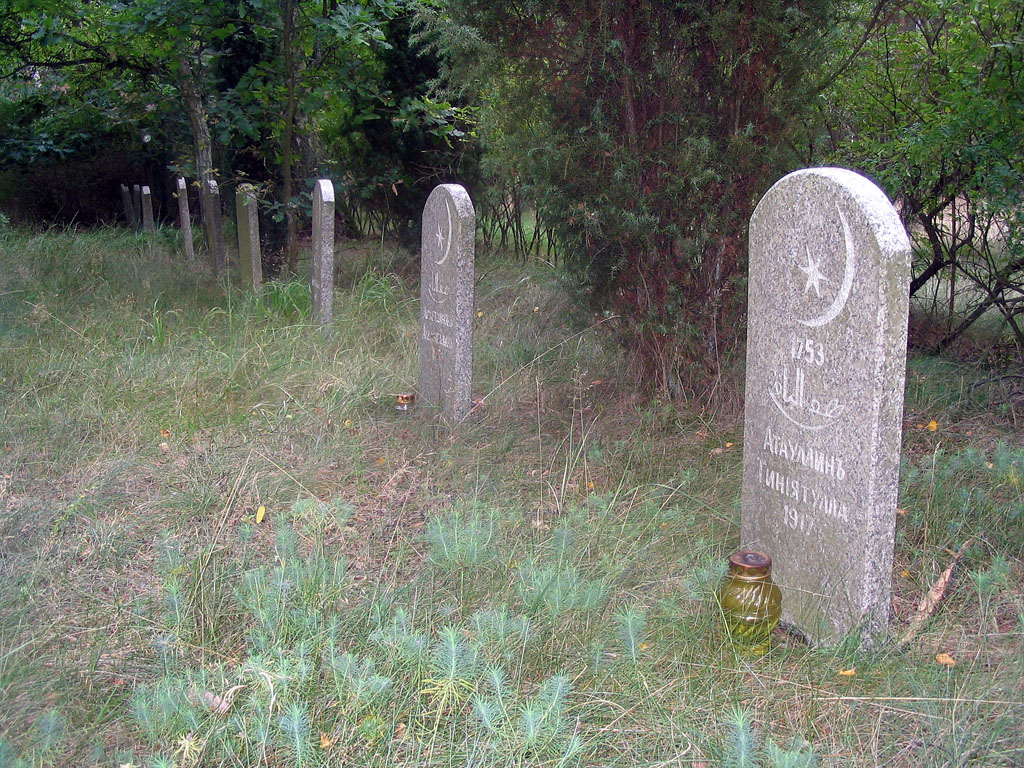
Kwatera muzułmańska
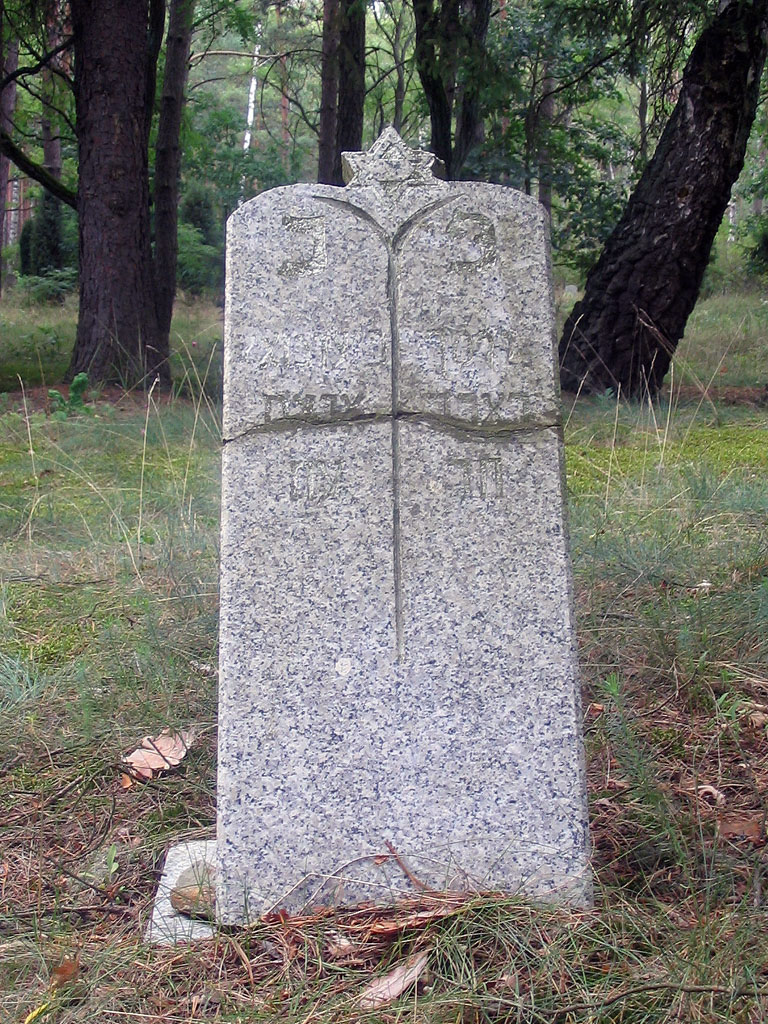
Macewa
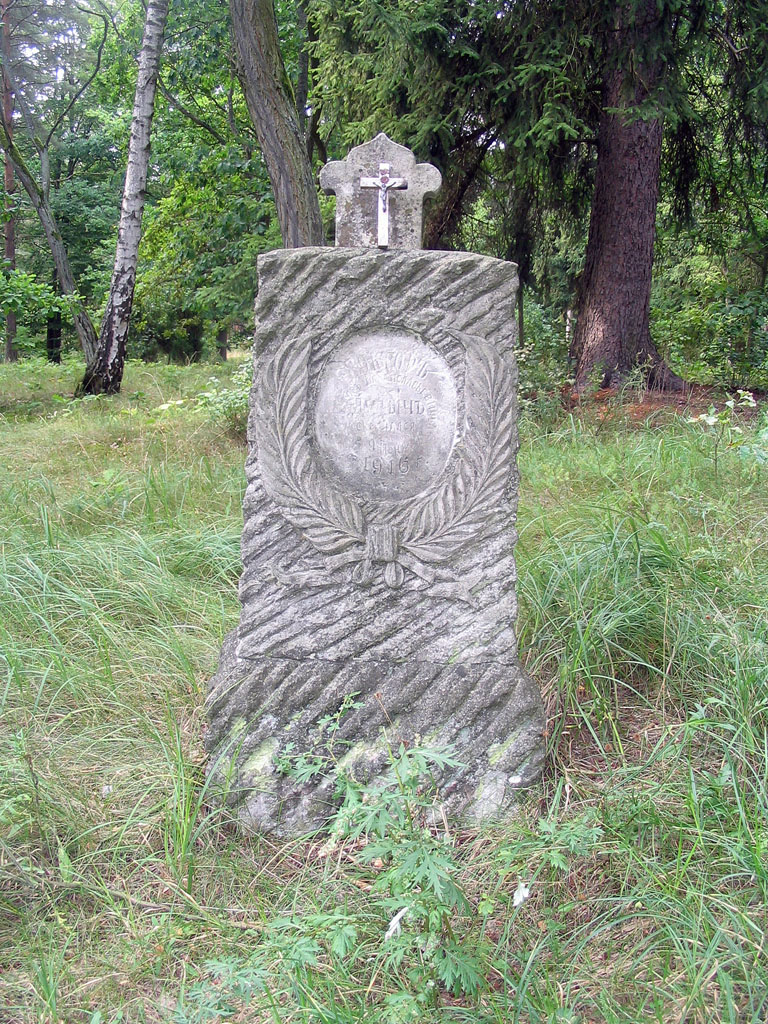
Nagrobek oficera rosyjskiego
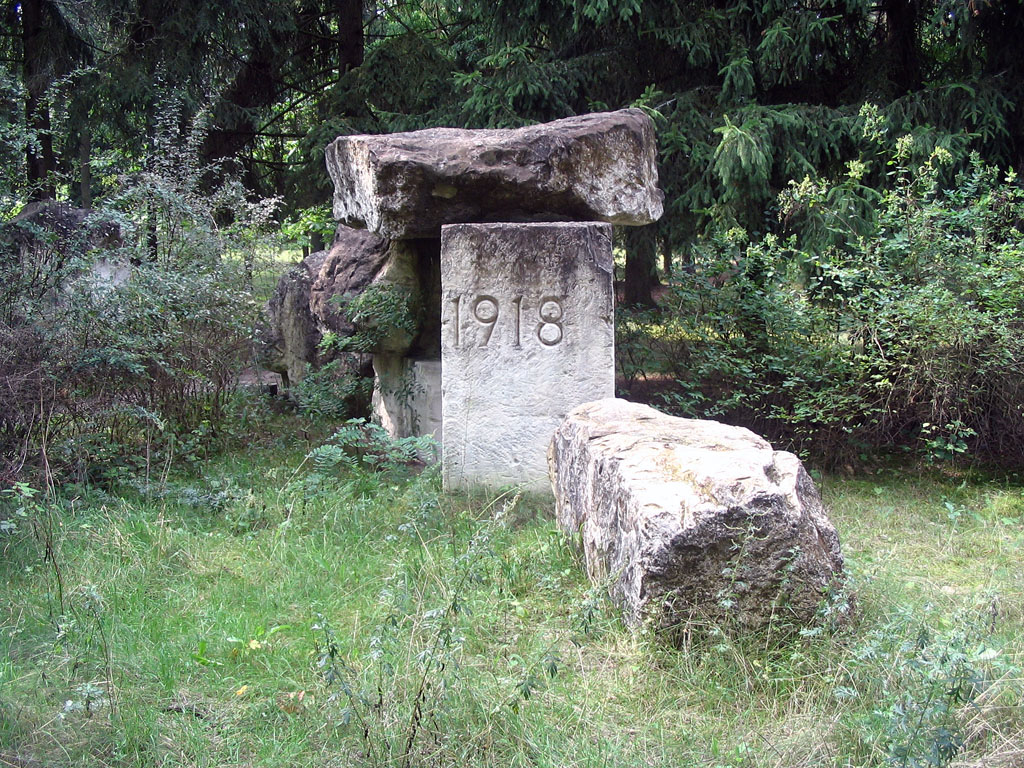
Pomnik przy wejściu na cmentarz
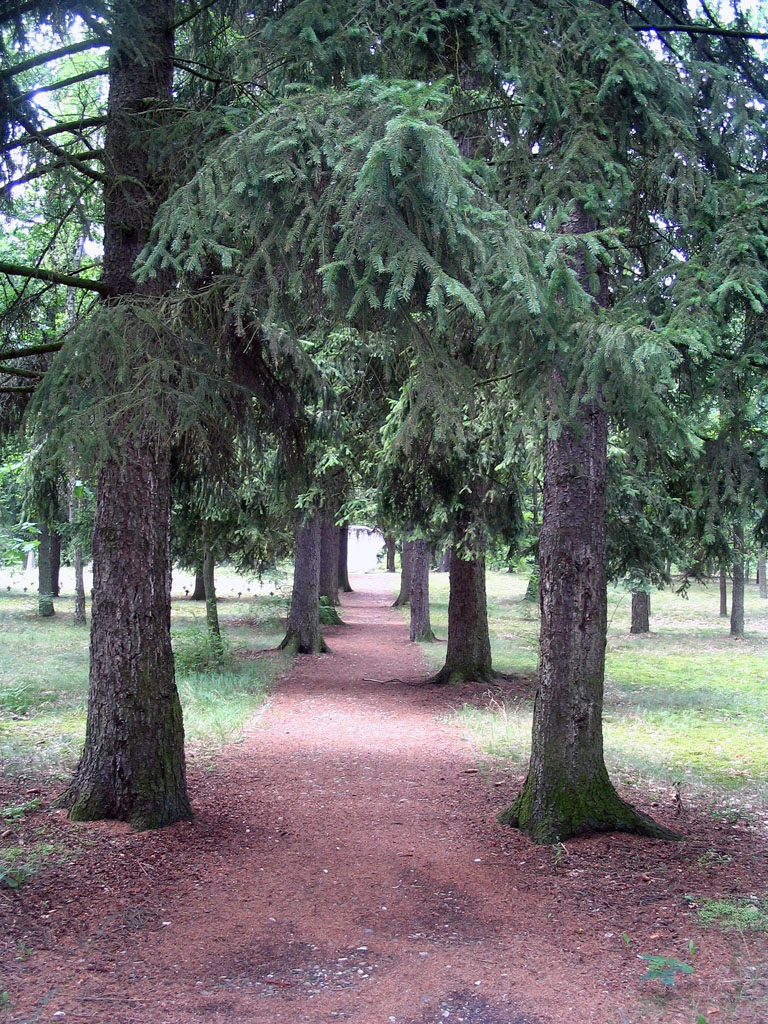
Główna aleja